# Охека (замък)
Замъкът „Охека“ е с площ 9300 квадратни метра и е собственост на железопътния финансист и филантроп Ото Кан. Намира се в Лонг Айлънд, Ню Йорк.
Строен е между 1914 и 1917 г. Състои се от 127 стаи и е вторият по големина частен дом в САЩ. Има писта за надбягвания с коне, железопътна гара и частен голф клуб, направен от архитекта Сет Рейнър.
Днес служи като хотел, има ресторант и място за конференции. В имението са заснети Холивудски филми.